# Tension narrative
La tension narrative est « le phénomène qui survient lorsque l’interprète [le récepteur] d’un récit est encouragé à attendre un dénouement, cette attente étant caractérisée par une anticipation teintée d’incertitude qui confère des traits passionnels à l’acte de réception. La tension narrative sera ainsi considérée comme un effet poétique qui structure le récit et l’on reconnaîtra en elle l’aspect dynamique ou la « force » de ce que l’on a coutume d’appeler une intrigue ».
Cette notion est dérivée de la tension dramatique, mais généralisée à l'ensemble des récits, quel que soit leur support sémiotique (cinéma, littérature, bande dessinée, etc.). On distingue deux sous-catégories de la tension narrative suivant que cette dernière repose sur la narration chronologique d'un événement dont le dénouement est incertain (par exemple un conflit, une quête ou un but difficile à atteindre) ou sur la narration obscure d'un événement présent ou passé (énigme, action dont le but est inconnu, etc.). Dans le premier cas, l'anticipation du récepteur prend la forme d'un pronostic et la tension s'incarne par le suspense, et dans le second, elle prend la forme d'un diagnostic, et c'est un sentiment de curiosité qui domine. La surprise est une forme de tension brève qui accompagne la reconfiguration d'un savoir concernant l'histoire racontée. C'est notamment Meir Sternberg qui a imposé l'idée que la définition de la narrativité devait inclure celle des intérêts narratifs élémentaires que sont la curiosité, le suspense et la surprise.
La tension narrative permet de rapprocher les notions de mise en intrigue et d'arc narratif : « la dynamique de l’intrigue n’est pas toujours liée à une planification; en revanche, elle dépend de manière essentielle des dispositifs dont la fonction est de produire une déclivité fondée sur l’accumulation d’une tension susceptible d’emporter le lecteur dans sa progression textuelle comme le courant d’un fleuve. S’il y a théoriquement autant d’arcs narratifs qu’il y a de questions laissées en suspens dans le récit, on peut cependant considérer que la tension cumulée de toutes ces questions forme un arc majeur déterminant le profil global de l’intrigue ».